# Quattro donne in carriera
Quattro donne in carriera (Designing Women) è una serie televisiva statunitense in 163 episodi trasmessi per la prima volta nel corso di 7 stagioni dal 1986 al 1993. Dalla serie fu tratto lo spin-off Women of the House (12 episodi, 1995) che riprende le vicende del personaggio di 	Suzanne Sugarbaker che si trasferisce a Washington.

## Trama
Atlanta. Le sorelle Julia e Suzanne Sugarbaker sono due donne dal carattere molto diverso: Julia è un'elegante, schietta intellettuale liberale, Suzanne è una ricca, appariscente, spesso egocentrica ex reginetta di bellezza. Sono costantemente in disaccordo ma insieme hanno creato la Sugarbaker Designs, una società di architettura d'interni. Julia gestisce l'azienda, mentre Suzanne è soprattutto la finanziatrice. La pragmatica stilista Mary Jo Shively, una donna divorziata con due figli, e la office manager Charlene Frazier Stillfield, una donna un po' ingenua ma dal carattere dolce, sono tra le investitrici iniziali e collaboratrici delle due sorelle. Bouvier Anthony, un ex carcerato ingiustamente condannato per una rapina, è l'unico uomo del cast principale e in seguito diventa un partner della società. La serie cambia dalla sesta stagione quando il personaggio di Suzanne si trasferisce in Giappone e vende la sua parte alla ricca cugina Allison Sugarbaker.

## Personaggi
- Julia Sugarbaker (stagioni 1-7), interpretata da Dixie Carter.
- Mary Jo Shively (stagioni 1-7), interpretata da Annie Potts.
- Anthony Bouvier (stagioni 1-7), interpretato da Meshach Taylor.
- Suzanne Sugarbaker (stagioni 1-5), interpretata da Delta Burke.
- Charlene Frazier Stillfield (stagioni 1-5), interpretato da Jean Smart.
- Bernice Clifton (stagioni 1-7), interpretata da Alice Ghostley.
- Claudia Shively (stagioni 1-4), interpretata da Priscilla Weems.
- Reese Watson (stagioni 1-3), interpretato da Hal Holbrook.
- J.D. Shackelford (stagioni 1-5), interpretato da Richard Gilliland.
- Quinton Shively (stagioni 1-5), interpretato da Brian Lando.
- dottor Theodore 'Ted'Shively (stagioni 1-2), interpretato da Scott Bakula.
- Payne McIlroy (stagioni 1-6), interpretato da George Newbern.
- Debbie Hammonds (stagioni 1-4), interpretata da Virginia Bingham.
- Ray Don Simpson (stagioni 1-2), interpretato da Arlen Dean Snyder.
- Bill Stillfield (stagioni 2-5), interpretato da Douglas Barr.
- Kyle Wellborn (stagioni 2-7), interpretato da Terry Burns.
- Gary (stagioni 2-5), interpretato da Bill Shick.
- Monette Marlin (stagioni 2-3), interpretata da Bobbie Ferguson.
- Infermiera (stagioni 3-7), interpretato da Daryle Ann Lindley.
- T. Tommy Reed (stagioni 3-5), interpretato da M. C. Gainey.
- Bitty Stonecipher (stagioni 3-5), interpretata da Gracie Harrison.
- Adam (stagioni 4-6), interpretato da Adam Carl.
- Felicity (stagioni 4-6), interpretata da Lisa Long.
- Corrine (stagioni 4-5), interpretata da Michelle Buffone.
- Chuck (stagioni 4-5), interpretato da Charles Levin.
- Minnie (stagioni 5-7), interpretata da Beah Richards.
- Randa Oliver (stagione 5), interpretata da Lexi Randall.
- Vanessa Hargraves (stagione 5), interpretata da Olivia Brown.
- Carlene Frazier Dobber (stagioni 6-7), interpretato da Jan Hooks.
- Allison Sugarbaker (stagione 6), interpretata da Julia Duffy.
- B.J. Poteet (stagione 7), interpretata da Judith Ivey.
- Etienne Toussaint Bouvier (stagione 7), interpretata da Sheryl Lee Ralph.
- Kevin (stagione 7), interpretato da Roberto Cesari.
- Craig (stagione 7), interpretato da Patrick Warburton.

## Produzione

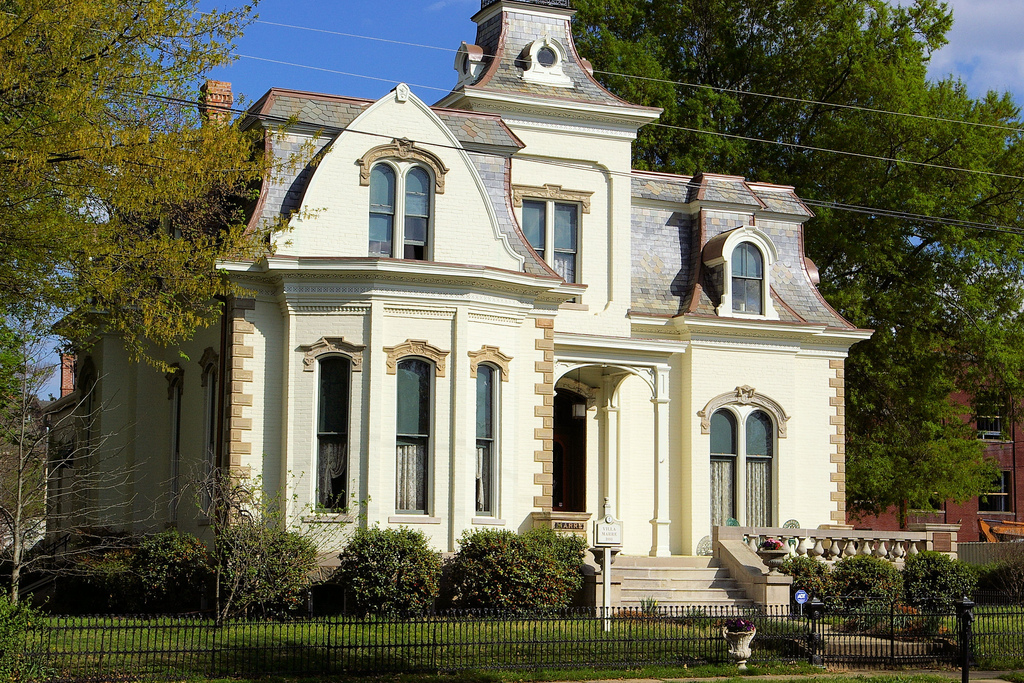
Villa Marre, Little Rock, Arkansas, una delle location principali per le riprese.

La serie, ideata da Linda Bloodworth, fu prodotta da Bloodworth-Thomason, Columbia Pictures Television e Mozark Productions e girata negli studios della Warner Brothers a Burbank, California e a Villa Marre, una dimora vittoriana situata nello storico quartiere Quapaw di Little Rock, Arkansas (per gli esterni della sede della Sugarbaker Designs). Le musiche furono composte da Doc Severinsen e Ray Charles (tema: Georgia on My Mind).

### Registi
Tra i registi della serie sono accreditati:
- David Trainer (63 episodi, 1987-1991)
- David Steinberg (37 episodi, 1987-1993)
- Harry Thomason (19 episodi, 1987-1991)
- Jack Shea (14 episodi, 1986-1988)
- Iris Dugow (5 episodi, 1989-1991)
- Barnet Kellman (4 episodi, 1987)
- Hal Holbrook (4 episodi, 1988-1990)
- Matthew Diamond (3 episodi, 1987-1988)
- Dwayne Hickman (3 episodi, 1989-1990)
- Ellen Falcon (2 episodi, 1986-1990)
- Charles Frank (2 episodi, 1991-1992)
- Roberta Sherry Scelza (2 episodi, 1991-1992)

## Distribuzione
La serie fu trasmessa negli Stati Uniti dal 1986 al 1993 sulla rete televisiva CBS. In Italia è stata trasmessa su Canale 5 con il titolo Quattro donne in carriera.
Alcune delle uscite internazionali sono state:
- negli Stati Uniti il 29 settembre 1986 (Designing Women)
- in Spagna (Chicas con clase)
- in Francia (Femmes d'affaires et dames de coeur)
- in Germania Ovest (Mann muss nicht sein e Sugarbakers)
- in Italia (Quattro donne in carriera)

## Episodi
| Stagione         | Episodi | Prima TV USA | Prima TV Italia |
| ---------------- | ------- | ------------ | --------------- |
| Prima stagione   | 22      | 1986-1987    |                 |
| Seconda stagione | 22      | 1987-1988    |                 |
| Terza stagione   | 22      | 1988-1989    |                 |
| Quarta stagione  | 28      | 1989-1990    |                 |
| Quinta stagione  | 24      | 1990-1991    |                 |
| Sesta stagione   | 23      | 1991-1992    |                 |
| Settima stagione | 22      | 1992-1993    |                 |